# Auchi
Auchi este un oraș din statul Edo, Nigeria. În 2008 avea 68.467 de locuitori.